# Jeannette Piccard
Jeannette Ridlon Piccard (Chicago, 5 de janeiro de 1895 - Minneapolis, 17 de maio de 1981) foi uma balonista norte-americana de alta altitude e posteriormente uma Sacerdote Episcopal. Ela foi detentora do recorde de altitude feminino por quase três décadas, e de acordo com vários relatos da época, foi considerada como a primeira mulher no espaço.
Piccard foi a primeira balonista licenciada nos EUA e a primeira mulher a voar até a estratosfera. Acompanhada por seu marido, Jean — membro da família Piccard de balonistas e pelo irmão gêmeo Auguste Piccard — ela alcançou 17,5 km de altitude durante um voo recordista acima do Lago Erie no dia 23 de outubro de 1934, tendo controle do balão durante a inteiridade do voo. Após a morte do seu marido em 1963, ela trabalhou como consultora para o diretor do Johnson Space Center da NASA por vários anos, conversando com o público sobre o trabalho da NASA e foi postumamente colocada no International Space Hall of Fame em 1998.
Dos anos 60 em diante, Piccard retornou ao seu interesse por religião. Ela foi ordenada como um diácono da Igreja Episcopal em 1971, e em 29 de julho de 1974 se tornou parte do Philadelphia Eleven, as primeiras mulheres a tornarem-se Sacerdotes—apesar das ordenações terem sido consideradas como irregulares, realizadas por bispos que ou se aposentaram ou se demitiram. Piccard foi a primeira mulher a ser ordenada naquele dia, pois aos 79 ela era a mais idosa e por estar realizando uma ambição que ela nutria desde os 11. Quando pedida pelo Bispo John Allin, chefe da igreja, a não seguir com a cerimônia, ela relatou ter respondido: "Filho, sou velha o bastante para ter trocado as suas fraldas." Em setembro de 1976, a igreja decidiu permitir a entrada de mulheres no sacerdotismo, e Picard serviu em Saint Paul (Minnesota), até sua morte aos 86 anos. Uma de suas netas, Kathryn Piccard, também sacerdote Epicospal, disse sobre ela: "Ela queria expandir a ideia do que uma mulher respeitável podia fazer. Ela tinha a imagem da senhora sábia."

## Juventude e educação
Nascida no dia 5 de janeiro de 1895 em Chicago, Piccarde foi uma dos nove filhos de Emily Caroline (Robson) e John Frederick Ridlon, que era presidente do American Orthopaedic Association. Por toda vida teve interesse por ciência e religião. Quanto tinha 11, sua mãe perguntou o que ela queria ser quando crescer. Sua resposta—"uma sacerdote"—fez sua mãe sair da sala chorando.